# Giáo hoàng Gioan XV
Gioan XV (Latinh: Joannes XV) là người kế nhiệm giáo hoàng Gioan XIV và là vị giáo hoàng thứ 137.
Theo niên giám Tòa Thánh năm 1806 thì ông đắc cử Giáo hoàng vào năm 985 và ở ngôi Giáo hoàng trong 10 năm. Niên giám tòa thánh năm 2003 xác định triều đại của ông kéo dài từ tháng 8 năm 985 cho tới tháng 3 năm 996.
Giáo hoàng Joannes XV sinh tại Rôma. Triều Giáo hoàng của ông rất dài, có lẽ được vậy là nhờ vào mối quan hệ tốt đẹp với cả gia đình Crescentius và triều đình hoàng đế. Ông rất quan tâm đến việc tích luỹ của cải và quyền lực trong gia đình mình. Ông chấm dứt những bất hoà đã nổi lên trong Giáo hội ở Reims và là vị Giáo hoàng đầu tiên tham gia tiến trình tôn phong vị Thánh Ulderic.
Joannes XV cũng là người đầu tiên đưa ra sáng kiến về ngày hưu chiến trong cuộc chiến giữa vua Anh và ông hoàng Normandie. Tuy khi đó thất bại, nhưng ông đã mở ra một truyền thống mới.
Năm 991, đã có sự trao đổi ngoại giao giữa Vladimir xứ Kiev với Gioan XV. Năm 994, Oda xứ Balan đã nhân danh quốc gia Gniezno bày tỏ lòng trọng kính Tòa thánh.